# 269323 Madisonvillehigh
269323 Madisonvillehigh este un asteroid din centura principală de asteroizi.

## Descriere
269323 Madisonvillehigh este un asteroid din centura principală de asteroizi. A fost descoperit pe 28 septembrie 2008 la Charleston, Illinois la observatorul Astronomical Research Observatory. Asteroidul prezintă o orbită caracterizată de o semiaxă mare de 2,89 ua, o excentricitate de 0,02 și o înclinație de 10,7° în raport cu ecliptica.